# Брикама
Брикама (англ. Brikama) — місто в Гамбії, друге за величиною в країні, адміністративний центр Західного Берегу.

## Географія
Місто Брикама розташоване за 20 кілометрах на південь від столиці держави, Банжула, за 14 кілометрів від океану та за 8 кілометрів від річки Гамбія.

### Клімат
Місто знаходиться у зоні, котра характеризується кліматом тропічних саван. Найтепліший місяць — червень із середньою температурою 27.8 °C (82 °F). Найхолодніший місяць — січень, із середньою температурою 23.7 °С (74.7 °F).
| Клімат Бриками          | Клімат Бриками | Клімат Бриками | Клімат Бриками | Клімат Бриками | Клімат Бриками | Клімат Бриками | Клімат Бриками | Клімат Бриками | Клімат Бриками | Клімат Бриками | Клімат Бриками | Клімат Бриками | Клімат Бриками |
| Показник                | Січ.           | Лют.           | Бер.           | Квіт.          | Трав.          | Черв.          | Лип.           | Серп.          | Вер.           | Жовт.          | Лист.          | Груд.          | Рік            |
| Середній максимум, °C   | 31,5           | 32,8           | 34,1           | 34             | 33             | 32,7           | 31,1           | 30,3           | 30,8           | 32,3           | 32,5           | 30,9           | 32,2           |
| Середня температура, °C | 23,7           | 25,3           | 26,1           | 26,3           | 26,7           | 27,8           | 27,3           | 26,7           | 26,8           | 27,3           | 26,1           | 24             | 26,2           |
| Середній мінімум, °C    | 15,5           | 17             | 17,6           | 18,2           | 19,4           | 22,2           | 22,9           | 22,8           | 22,5           | 22,3           | 20             | 16,8           | 19,8           |
| Норма опадів, мм        | 0.6            | 0.8            | 0              | 0              | 5.6            | 78.7           | 249.1          | 395            | 289.8          | 94.1           | 4.9            | 1.3            | 1119.9         |
| Днів з опадами          | 0,4            | 0,4            | 0,2            | 0,1            | 0,6            | 5,4            | 12,9           | 17,7           | 15,2           | 6,6            | 0,6            | 0,4            | 60,5           |
| Вологість повітря, %    | 47.4           | 47.7           | 49             | 52.3           | 58.8           | 68.1           | 76.3           | 80.1           | 80.8           | 75.4           | 63.1           | 51.7           | 62.6           |
| ----------------------- | -------------- | -------------- | -------------- | -------------- | -------------- | -------------- | -------------- | -------------- | -------------- | -------------- | -------------- | -------------- | -------------- |
| Джерело: Weatherbase    |                |                |                |                |                |                |                |                |                |                |                |                |                |

## Опис
Залишки перших поселень на території сучасного міста датуються XIII століттям. У Брикамі працюють гамбійський коледж, у якому здобувають освіту майбутні вчителі, чотири середні та кілька початкових шкіл. У місті спостерігається стійке зростання населення:

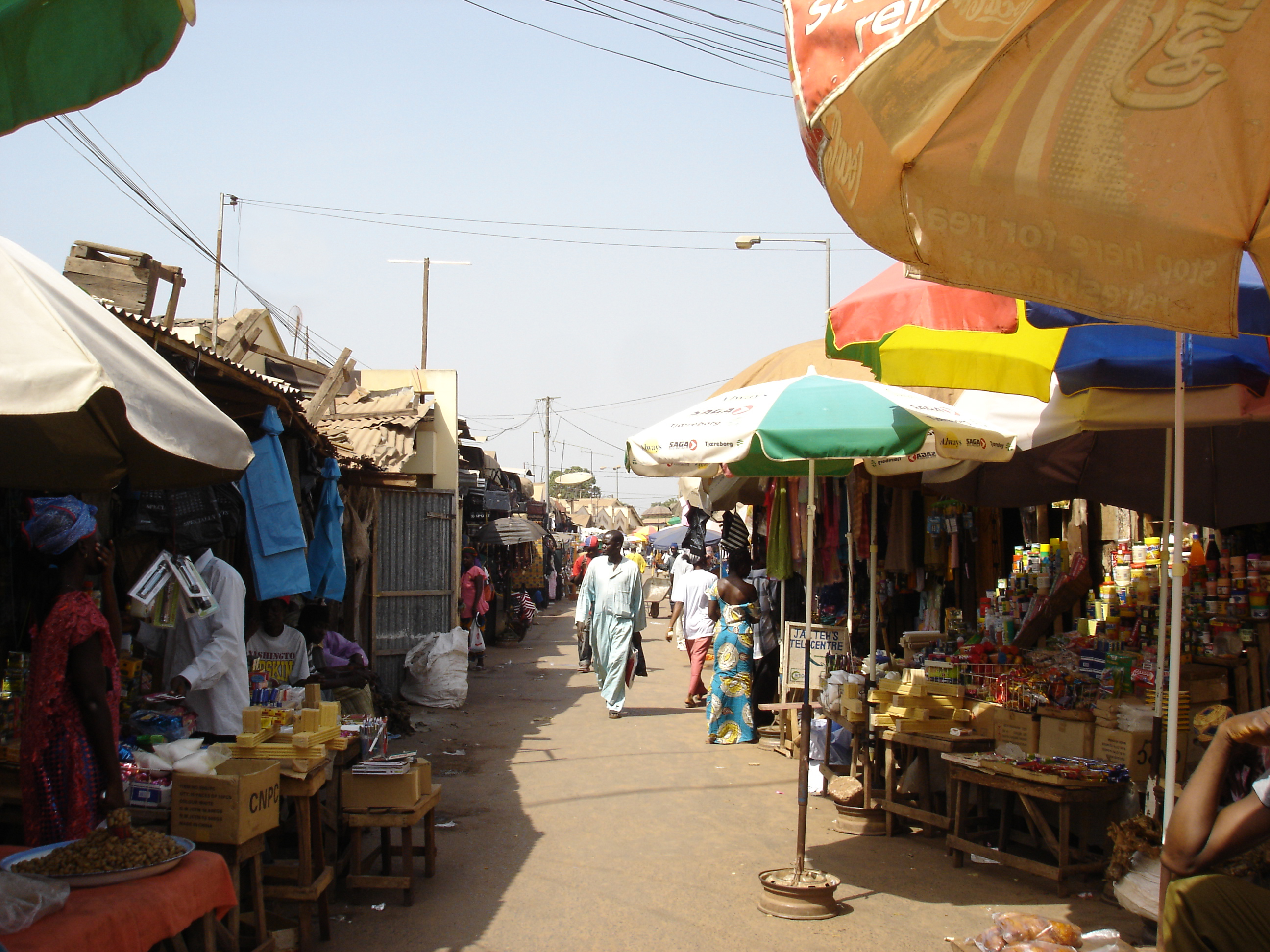
Ринок в Брикамі

- 1963 — 4195
- 1973 — 9483
- 1983 — 19 624
- 1993 — 41 761
- 2003 — 57 556[3]
- 2012 — 101 119[4]